# Matt Starr

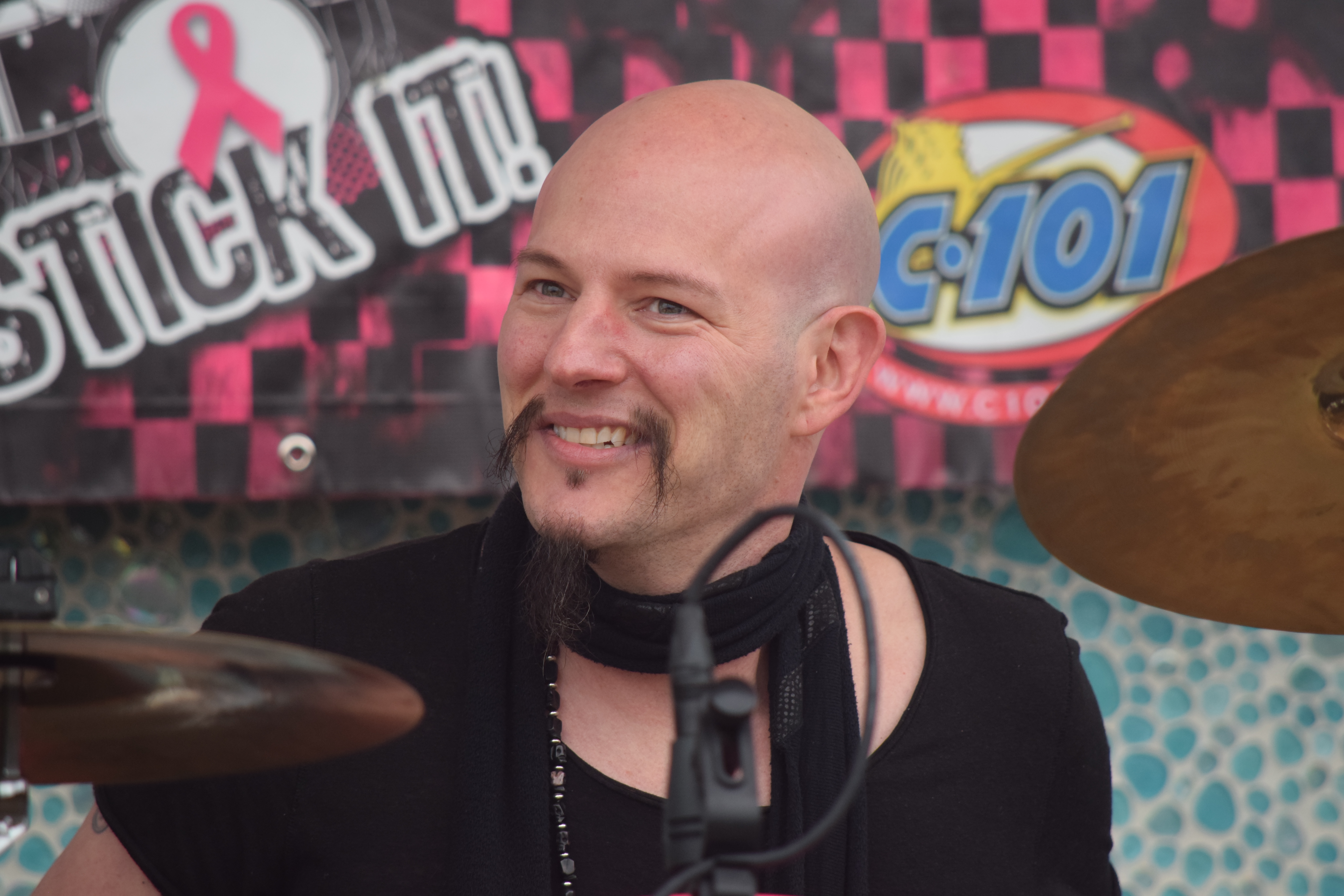
Matt Starr 2015

Matt Starr, bürgerlich Matt Franklin, (* 25. Oktober) ist ein US-amerikanischer Schlagzeuger. Er ist Gründungsmitglied der 2019 gegründeten Hardrock-Band Black Swan.

## Karriere

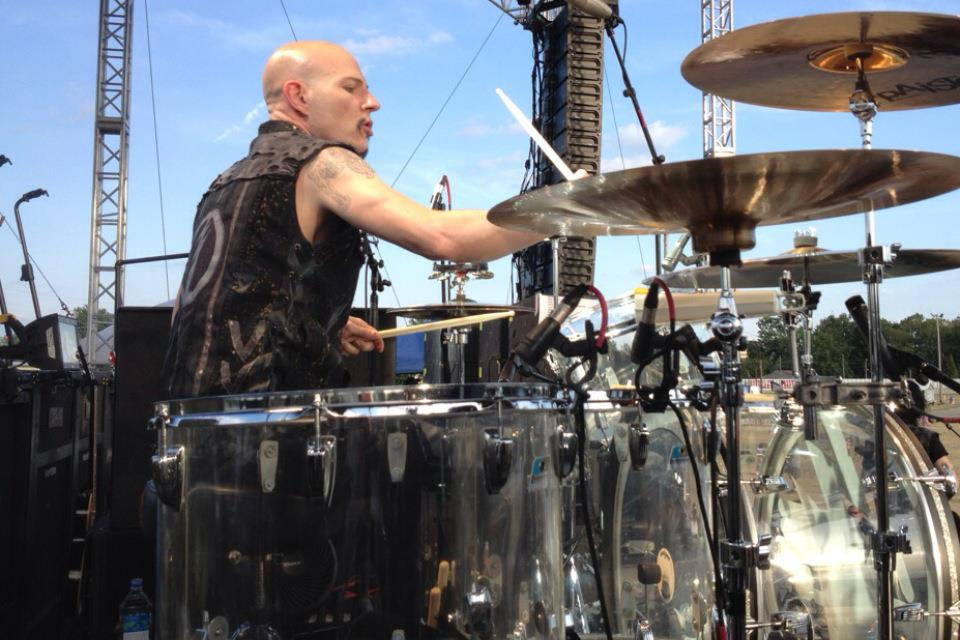
Der Schlagzeuger bei einem Auftritt

Starrs erste kommerziell veröffentlichte Aufnahmen befinden sich auf dem 2005 veröffentlichten Album Deuce der US-amerikanischen Band Beautiful Creatures. 2007 gründete er mit dem Gitarristen Chris Price, dem Bassisten Jeff Covey, dem Schlagzeuger The Max sowie Jodie Schell sein eigenes Projekt Automatic Music Explosion, bei dem er als Sänger wirkte. Die Band produzierte mit Mike Chapman. Da sie keinen Plattenvertrag bekam, blieben die Lieder jedoch unveröffentlicht.
Starr arbeitete außerdem mit Love/Hate, Burning Rain und Ace Frehley. Mit Frehley nahm er dessen Alben Space Invader, Origins Vol. 1 und Spaceman auf. 2013 wurde er von Mr. Big engagiert, um deren an Parkinson erkrankten Schlagzeuger Pat Torpey bei der Tournee zum Album … The Stories We Could Tell zu unterstützen. In der Folge war er an den Aufnahmen zu Defying Gravity beteiligt und spielte auch auf der anschließenden Tournee, während der er Torpey nach dessen Tod am 7. Februar 2018 schließlich vollständig ersetzte.
2019 wurde er auf Empfehlung des Mr.-Big-Gitarristen Paul Gilbert Mitglied von Black Swan, einer von Jeff Pilson zusammengestellten Hardrock-Band, die bei Frontiers Records unter Vertrag steht. Mit ihr veröffentlichte er im Februar 2020 das Album Shake the World.

## Diskografie
- Beautiful Creatures: Deuce, 2005
- Love/Hate: Crucified (EP), 2013
- Burning Rain: Epic Obsession, 2013
- All 4 1: The World’s Best Hope, 2017
- Michael Des Barres: Crackles and Hiss (Single), 2019

### Ace Frehley
- Space Invader, 2013
- Origins Vol. 1, 2016
- Spaceman, 2018
- Origins Vol. 2, 2020

### Mr. Big
- Defying Gravity, 2017
- Live From Milan, 2019

### Black Swan
- Shake the World, 2020
- Generation Mind (2022)